# مفوضية أنشطة الفضاء الوطنية (الأرجنتين)
مفوضية أنشطة الفضاء الوطنية (CONAE) هي وكالة فضاء أرجنتينية مسؤولة عن برنامج الفضاء المدني في البلاد. تم إنشاؤها في 28 مايو 1991 من قبل حكومة كارلوس منعم بعد إلغاء البرنامج العسكري لصاروخ كوندور وإعادة التركيز على أنشطة الفضاء المدني. في عام 2014 ، بلغت ميزانيتها 1،063 مليون بيزو (حوالي 100 مليون يورو). وتشمل برامجها الرئيسية تطوير أقمار صناعية لرصد الأرض وتطوير صاروخ حامل.